# Helyzetelemzés
A helyzetelemzés a tervezési folyamat első szintje, amely a marketing kutatás eredményeire, illetve publikált és nem publikus adatokra alapozva elemzi a trendeket.

## Előzetes adat- és információgyűjtés
Amikor stratégiaalkotásról, és tervezésről van szó, meg kell alapozni felmerésekkel, hogy hol is vagyunk, hol tartunk, milyen feltételek állnak a rendelkezésünkre, illetve, hogy környezetünknek, a szociálpolitikai ügyfeleknek és partnereknek mire lenne szükségük. A helyzetelemzés minden esetben csak a helyzet tárgyszerű leírására, elemzésére épülhet. Ehhez összeg kell gyűjtenünk a már máshonnan a rendelkezésre álló adatokat, információkat, kutatási eredményeket és elemzéseket. Ha szükséges, akkor további saját adatgyűjtéssel, információszerzéssel, kutatással ki kell egészítenünk ismereteinket.

### Támogató és megalapozó munka
A helyzetelemzés és –értékelés általában nem valamiféle mindentől függetlenített, „öntörvényű” munkálkodás, hanem szoros összefüggésben kell állnia a stratégiaalkotási és tervezési folyamatokkal. A helyzetelemzés és –értékelés tehát támogató és megalapozó munkát jelent (Krémer 2009).

### De nézzünk egy példát!
Amikor egy településen új szolgáltatást akarnak bevezetni, a településen élők készségesen a rendelkezésünkre állnak, ha megkérdezzük tőlük, mi a gond, a baj a városban. Ekkor az emberek könnyen, akár órákig is tudnak mesélni róluk. Azonban, ha további kérdésként feltesszük, milyen jó dolgokat tudnának felsorolni az érintett településen, akkor bizony már kevés dolog jutna eszükbe. Az, hogy miért vannak problémák, és mi okozza őket, eszükbe sem jut, vagy nem is tudják megválaszolni. Enélkül pedig nagyon nehéz megmondani, mit is kell tennünk. Hiába ismerjük az ottani helyzetet, ha nem tudunk célokat megfogalmazni hozzájuk.

#### A példa értelmezése
A fenti példa egész jól szemlélteti, hogy a helyzetleírás igen könnyen megvalósítható, azonban ehhez szükségesek célok is, amelyek meghatározásával készíthető csak el a helyzetelemzés.  
Most pedig nézzük meg, hogy mi is az a helyzetelemző munka. A helyzetelemző munka nem más, mint a stratégiákkal és tervekkel összhangban álló, és azok alátámasztására irányuló munka lehet. 

## A megalapozó és támogató munkák felmérése
A megalapozó és támogató munkák körében viszonylag egyszerűbb feladat annak tisztázása, hogy milyen körülményekkel, adottságokkal, feltételekkel kell számot vetnünk a stratégiák kialakítása, a tervezőmunka során. Ilyenkor általában a társadalomtudomány – szociológiai kutatások, alkalmazott kutatások eszközeit és módszereit lehet alkalmazni.

## Kutatási módszerek és eszközök
Ilyen kutatási eszközökkel fel lehet mérni, például a fenti példában szereplő folyamatokat:
- az érintett lakosság létszámát és összetételét, ezen belül a különféle társadalmi – szociális hátrányokkal jellemezhetők létszámát, szociológiai karakterét és összetételét
- a szociális ellátásokért folyamodók és ellátásban részesülők létszámát, összetételét
- az ellátásban, szolgáltatásban részt vállaló intézmények körét, ezen intézmények emberi, anyagi, pénzbeli és intézményi erőforrásait
- az eddigiekben végzett szolgáltatások részletezett, specifikált[2]  szakmai tartalmait
- az egyes ellátási formák felhasználóinak és szolgáltatóinak létszámát és összetételét
- az eddigiekben végzett ellátások, szolgáltatások mennyiségi és minőségi mutatóit, az általuk elért eredményeket, hatásokat – individuumi, közösségi és társadalmi léptékben (Krémer 2009).

## A helyzetelemzés problémái
Azonban nem minden helyzetelemzés megy ilyen könnyen. Ennél nehezebb és bonyolultabb a feladat, amikor jövőre vonatkozó elvárások, igények – és ezzel párhuzamosan a potenciális érintettek várható reakcióinak, esetleges hozzájárulásainak számbavétele. A nehézségét és bonyolultságot az adja, hogy a jövőbeni történések és cselekedetek objektív eszközökkel nem igazán kutathatók. Másrészről viszont, a mások által jelenleg megfogalmazott véleményekből még a véleményt megfogalmazók jövőbeni cselekvéseire sem lehet következtetéseket tenni. 

## A helyzetelemzés és szükségletfeltárás definíciós problémái
További nehézség, hogy a fenti célú előzetes vizsgálódásokat, gyakran szükségletfeltárásnak is szokták nevezni. Ez óriási hiba, hiszen nem szükségleteket tárunk fel, hanem helyzetet elemzünk. 

### Szükségletfeltárás
A szükséglet fogalma ugyanis a múltra nézve is túl bonyolult ahhoz, hogy szabatosan és objektíven értelmezni lehessen. A jövőre nézve pedig csaknem lehetetlen felbecsülni a várhatóan felmerülő szükségleteket. Amit ezen a területen fel lehet mérni, az leggyakrabban valamiféle hiányok, meg nem felelések számbavétele, mint például:
- a jelenleg rendelkezésre álló, működtethető ellátások, szolgáltatások elmaradása a törvényi és más előírásokhoz képest
- az ellátások által elért hátrányenyhítés mértéke, aránya a ténylegesen megfigyelhető hátrányokhoz képest (Krémer 2009).

Mivel jelen tanulmányban nem a szükségletfeltárással kell foglalkoznom, csak említésként hoztam fel, hiszen nem lehet elégszer hangsúlyozni, hogy a szükségletfeltárás és a helyzetelemzés nem azonos fogalom!

## A helyzetelemzés alkalmazása
Visszatérve a helyzetelemzésre, elmondható, hogy nem csak szervezetek, projektek fejlődésére használható módszer. Minden változásnak – a szervezetek sikeres működésének, vagy a személyiség eredményes fejlődését célul tűző pedagógiai folyamatok sikerének is – az alapja a helyzetelemzés. Akár a szervezet, akár az egyes diákok személyiségének, képességeinek, tudásának adott állapota ugyanis az a kiindulási pont, amely alapján meg tudjuk fogalmazni céljainkat és meg tudjuk tervezni azt az utat, amely elvezet ezek megvalósításához. 
Ugyanakkor az időről időre alkalmazott helyzetelemzés, diagnózis a változás milyenségét is megmutatja: bizonyítja vagy cáfolja a fejlődést. Azért tekintjük a hatalom, vagyis az emberek befolyásolása egyik eszközének, mert nemcsak tükröt tart a szervezet saját elé, hanem ahhoz is hozzájárul, hogy a tükörkép a valóságot mutassa és ne azt, amit gondolunk róla. Előnye, hogy jelentősen hozzájárul a pedagógiai munka tudatosabbá válásához.
A projekt tervezését identifikációs és kidolgozási fázisokra oszthatjuk.  Az identifikáció során a projektötletek felmérésére, a projekt javaslatok kidolgozására, az alternatívák mérlegelésére, a projekt sarokpontjainak kijelölésére és a kidolgozás feladatainak meghatározására kerül sor. 

## Helyzetelemzési technikák
Az alábbiakban pedig tekintsünk át néhány alapvető helyzetelemzési technikát, hiszen minden projektnek meg kell vizsgálni az előzményét, számba kell venni a lehetőségeket és a megoldandó problémákat. Ennek a munkának már az identifikációs  szakaszban meg kell kezdődnie, de kiteljesedni a kidolgozási  fázisban kell (Szűcs – Grasselli 2007). A különböző módszereket csupán nagy vonalakban ismertetem. Mélyebb ismeretek megszerzése végett minden módszerhez ajánlok szakirodalmat.

### Ötletbörze – Brain-storming
A brain-storming módszerrel csalogathatjuk elő a legtöbb alternatívát. A módszer Alex Osborn nevéhez köthető és lényege, hogy emberek egy csoportja a módszer segítségével képes rövid idő alatt sok ötletet produkálni. Az ötletbörze során azonban négy szabály kell betartatnunk:
- Ítélkezés felfüggesztése: nincs helye az értékelésnek, bármilyen vad, vagy annak látszó ötlet bedobható a közösbe
- A szabadon szárnyalás követelménye: a korlátoktól megszabadulunk, minden ötletet fel kell jegyezni
- Mennyiségre való törekvés: nem a minőség számít, hanem a mennyiség
- A kölcsönös serkentés: egymás ötletei átvehetőek és továbbgondolhatóak. Így a gondolatok kicserélődnek, továbbfejlődnek.

### SWOT-elemzés
A helyzetelemzésnek talán a legismertebb és legelterjedtebb módszere a SWOT-analízis. Népszerűségét indokolja, hogy viszonylag egyszerű, gyors és kiterjedt a szervezet, illetve a környezet  elemzésére egyaránt. A betűszó jelentése jól ismert a magyar szakirodalomból is: Strengths – erősségek, Weaknesses – gyengeségek, Opportunities – lehetőségek, Threats – fenyegetések, veszélyek. [A magyar kifejezések kezdőbetűiből kiindulva emlegetik a fogalmat GYELV elemzés néven is.] A módszer egyik értéke, hogy alkalmazóinak figyelmét nemcsak a szervezet, hanem annak környezetének elemzésére is ráirányítja.

## Összefoglalás, avagy amit érdemes tudni a helyzetelemzésről
Összegzésként tehát a fentiek alapján elmondható, hogy egyrészről a helyzetelemzés és a szükségletfeltárás nem azonos fogalom, nem azonos definíció. A helyzetértékelés minden esetben a helyzet tárgyszerű és pontos leírásával és elemzésével készülhet el. Első lépésként mindig össze kell gyűjteni minden rendelkezésre álló adatot, információt, kutatási eredményt és elemzést. Továbbá a helyzetelemzésnek és –értékelésnek mindig szoros összefüggésben kell állnia a stratégiaalkotási és stratégiai tervezési folyamattal.